# Homotextualita
Homotextualita je v oblasti kulturních věd metoda zkoumání díla, zejména literárního, ale též dramatického, audiovizuálního či výtvarného. Autorem termínu označujícího tuto metodu se stal koncem 70. let 20. století Jacob Stockinger. Metoda zkoumá, jakým způsobem jsou homosexuální motivy zašifrovány v dílech autorů, kteří o homosexualitě nemohou nebo nechtějí pojednat otevřeně, k čemuž naváděla nepřející společenská situace po většinu historických a uměleckých epoch.
Marita Keilson-Lauritzová ve své práci Maske und Signal – Textstrategien der Homoerotik, kterou přednesla na amsterdamském kongresu roku 1987, pracuje s pojmy „maska“ a „signál“: Autor ve svém díle maskuje homosexuální téma nebo své vlastní homosexuální cítění, ale nezakrývá je zcela – maska současně slouží jako signál, upozornění pro čtenáře (nebo „čtenáře“, v případě jiných než literárních děl), který je s tématem obeznámen, dokáže a chce ho rozšifrovat a dílo číst i jinak, než jak by mohlo být vnímáno čtenářem „nepoučeným“, nezainteresovaným.